# دراسات الرجال

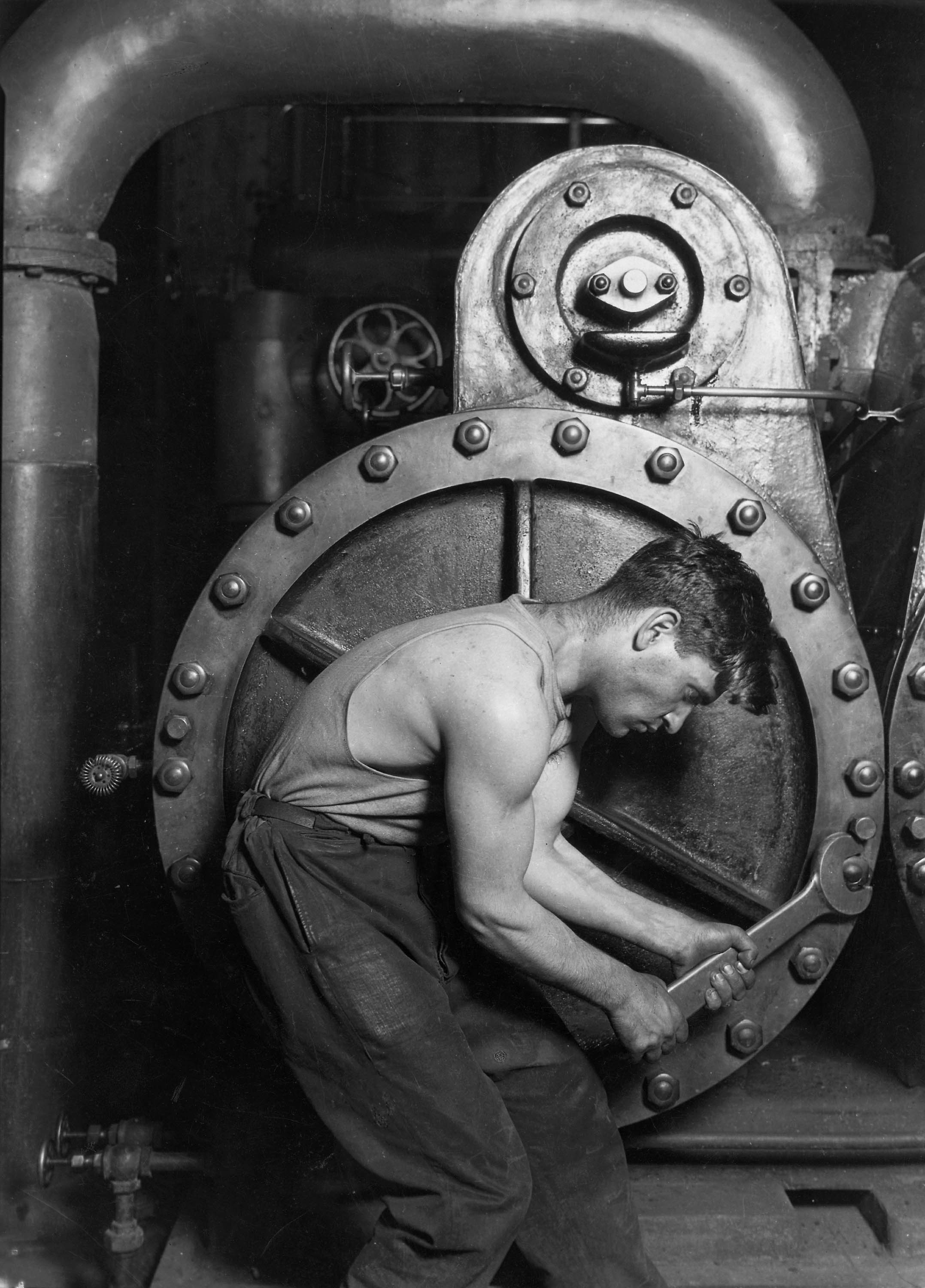

دراسات الرجال وغالباً ما تسمى دراسات الرجال والذكوريات في الأوساط الأكاديمية، هو مجال أكاديمي متداخل التخصصات مكرّس لبحث ودراسة الموضوعات المتعلقة بالرجال والذكورة والنسوية والنوع الاجتماعي والسياسة. وهي مستمدة من النظرية النسوية وهدفها هو تحليل الأيديولوجيات التي تحيط بمفهوم الذكورة، ومن خلال هذا التحليل يتم تقصي كيف يمكن أن تتعدد أنواع الذكورة. كما تبحث دراسات الرجال أكاديمياً فيما يعنيه أن يكون الفرد رجلاً في العالم الذي نعيش فيه اليوم.

## الأصول
من الأسباب الرئيسية التي أدت إلى نشوء دراسات الرجال كمجال بحث جديد نسبياً هو أنها كانت رداً على حركة حقوق الرجال الناشئة وكنقدٍ لها. ومن هذا المنطلق فلم يبدأ تدريسها في الأوساط الأكاديمية إلّا منذ سبعينيات القرن العشرين. ترتبط دراسات الرجال في العديد من الجامعات بدراسات المرأة أو تعتبر جزءاً من برنامج دراسات النوع الاجتماعي الأكبر، وعليه فإن الكثير من أعضاء الهيئة التدريسية تميل إلى أن تكون متعاطفة أو مشاركة في الدعوة للسياسة النسوية. تعمل دراسات الرجال مع الدراسات النسوية في التشكيك بعلاقة الرجال مع السلطة الأبوية عبر مختلف الأوقات الزمنية والتاريخية.

## انتقادات
وجهت مجموعة من الانتقادات بسبب الفصل ما بين «دراسات الرجال» و«دراسات النوع الاجتماعي». على سبيل المثال يصرّ الباحثان تيموثي لوري وآنا هيكي-مودي على أن: «[أية] تجزئة لدراسات الذكورة باعتبارها مميزة عن دراسات النوع الاجتماعي أو التحقيق النسوي أو دراسات أحرار الجنس يجب أن تُفهم على أنها مؤقتة وخطرة وليست نتيجةً للاختلافات الحتمية في الظواهر التي يجري التحقيق فيها أو في الخبرة المطلوبة».

## العمل والرعاية
يُلاحظ اهتمام دراسات الرجال بشكل خاص بتحدي الترتيبات الجندرية في العمل والرعاية والدور الذي يؤديه المعيل الذكر والسياسات اللاتي تستهدف الرجال بوتيرة متزايدة كآباء وذلك بوصفها أداة لتغيير العلاقات الجندرية.

## وصلات خارجية
- الرابطة الأمريكية لدراسات الرجال (بالإنجليزية)
- بيبلوغرافيا دراسات الرجال (بالإنجليزية) مسرد بالمؤلفات والأبحاث حول دراسات الرجال والذكوريات والنوع الاجتماعي والجنسانيات تدرج أكثر من 16,700 عمل منشور.